# Абла (Татарстан)
Абла́ (тат. Әблә) — деревня в Высокогорском районе Татарстана. Входит в состав Березкинского сельского поселения.

## География
Деревня расположена на реке Касымов, в 20 километрах к северу от посёлка Высокая Гора.

## Население
| 1782 | 1859 | 1897 | 1908 | 1920 | 1926 | 1938 |
| ---- | ---- | ---- | ---- | ---- | ---- | ---- |
| 11   | ↗91  | ↗158 | ↗217 | ↘200 | ↗243 | ↗265 |
| 1949 | 1958 | 1970 | 1989 | 2000 |      |      |
| ↘190 | ↘183 | ↘153 | ↘83  | ↘71  |      |      |

| 2002 | 2010 | 2017 |
| ---- | ---- | ---- |
| 65   | 66   | 49   |

Национальный состав деревни — татары (94,5%).

## Экономика
Полеводство, животноводство.

## Религия
Мечеть (с 1995 г.).